# Évelyne Clopet
Évelyne Claire Clopet (née le 14 février 1922 à Pornic et fusillée le 10 août 1944 à Saint-Ouen) est une résistante française pendant la Seconde Guerre mondiale.

## Biographie
Elle est la fille de Charles Clopet, capitaine de la marine marchande puis directeur de la Société chérifienne de remorquage du port de Casablanca.
Au début de la Seconde Guerre mondiale, Évelyne Clopet rejoint ses parents au Maroc et, après le débarquement américain à Casablanca en 1942, s'engage comme combattante dans les Forces Françaises Libres.
Le 22 février 1944, après un an de formation comme opérateur radio à l'école de transmission d’Hydra créée par le général Lucien Merlin, elle est  envoyée en Angleterre où elle rejoint le BCRA (Bureau central de renseignements et d'action). Elle y suit une formation intensive, prend le nom de code de « Chamonet » en Angleterre et de « Claudet » en France et obtient le grade de sous-lieutenant.
Le 8 juillet 1944, dans le cadre du plan Sussex, Évelyne Clopet est parachutée en France près de Villaines-la-Juhel.  Le plan Sussex vise à établir un réseau de collecte de renseignements d'agents clandestins et d'agents radio francophones en France occupée. Avec son binôme, Roger Fosset elle doit mener une mission de renseignement à Angers.
Le 9 août 1944, son groupe (Marcel Biscaïno, Aristide Crocq, Roger Fosset, André Noël, André Trigot, Jean-Marie De Beaucorps et René Barré) est arrêté par les troupes allemandes alors qu'il conduisait un camion à Lavardin et leurs armes et équipements radio sont découverts. Ils sont emmenés à Vendôme pour interrogatoire et fusillés le 10 août 1944 dans une carrière de Saint-Ouen au lieu dit Nioche, au nord de Vendôme,. 
Leur mort est attribuée à la Feldgendarmerie de Vendôme. Mais depuis 2015, la nièce d’Evelyne, Sylvie Kabina-Clopet, conteste cette version de leur mort en s'appuyant sur un dossier de Non-Lieu en faveur des Allemands incriminés, prononcé par la Justice militaire de Paris en 1951 et sur un autre dossier retrouvé aux Archives de Ludwigsburg émanant du bureau des Crimes de Guerre de Baden-Baden, affirmant dès 1947 l’abandon de la procédure faute de preuves.

## Reconnaissance

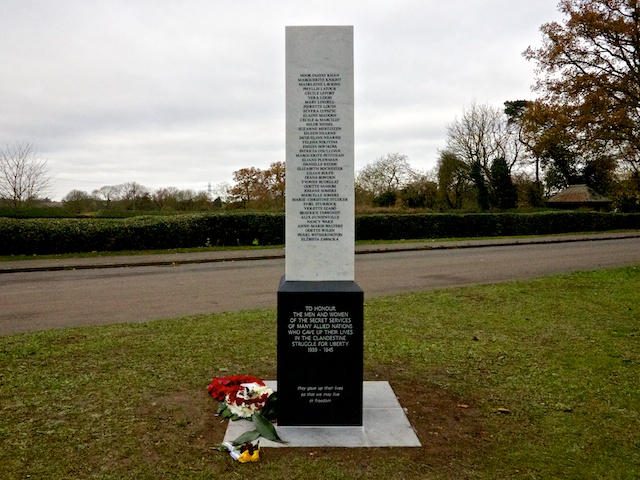
Mémorial de Tempsford.

Son nom est présent au monument aux morts de Casablanca et au monument aux morts de Saint-Ouen où elle est inhumée au cimetière.
Il figure aussi dans la liste des noms sur le Mémorial de Tempsford dans le Bedfordshire, qui honore les femmes qui ont servi comme agents secrets dans l'Europe occupée.
Une rue de Pornic, sa ville natale, porte son nom.

## Distinctions
- Mention « Morte pour La France ».

- Silver Star Medal[1];
- Purple Heart[1].